# خليل موتلو
خليل موتلو (بالتركية: Halil Mutlu)‏ (مواليد 14 يوليو 1973) هو رباع تركي فاز ببعض البطولات الأولمبية والعالمية.
وهو أيضا أحد أربعة رباعيين حصلوا على ثلاث ميداليات ذهبية متتالية في الألعاب الأولمبية.

## حياته المهنية
- عام 1994 أول ظهور له في ألعاب الأولمبياد فئة 52كجم.
- فاز ببطولة العالم لرفع الأثقال والبطولة العالمية لرفع الأثقال.
- عام 1996 ما زال حامل اللقب لبطولة العالم لرفع الأثقال، وحطم الرقم القياسي في الخط وفاز بالميدالية الذهبية بفارق 7.5كجم عن الثاني.
- 1999 في بطولة العالم لرفع الأثقال حطم الرقم القياسي بفارق 20كجم عن الثاني.
- عام 2000 في أولمبياد سيدني حطم الرقم القياسي (لفئة 56كجم) في الخطف والنتر وفاز بالمركز الأول بفارق 17.5كجم.

## حياته الشخصية
- ولد خليل موتلو في بلغاريا.
- انتقل إلى تركيا عام 1990 وعاش فيها منذ ذلك الوقت.
- عضو في نادي قونية.
- يستمتع بالمصارعة الحرة.

## البطولات
- خمس مرات بطل العالم لرفع الأثقال.
- تسع مرات بطل أوروبا لرفع الأثقال.
- وأكثر من 20 رقم قياسي في فئة (52كجم) و(54كجم) و(56كجم).

## روابط خارجية
- خليل موتلو على موقع الاتحاد الدولي (الإنجليزية)
- خليل موتلو على موقع مشروع نتائج رفع الأثقال الدولية (الإنجليزية)
- خليل موتلو على موقع IAT Database Weightlifting (الألمانية)
- خليل موتلو على موقع اللجنة الأولمبية الدولية (الإنجليزية)
- خليل موتلو على موقع أوليمبيديا (الإنجليزية)